# Just what is it that makes today’s homes so different, so appealing?
Just what is it that makes today's homes so different, so appealing? (englisch, Was macht die Wohnungen von heute so anders, so anziehend?) ist eine Collage des englischen Künstlers Richard Hamilton. Sie misst 26 cm × 24,8 cm. Das Werk befindet sich heute in der Sammlung der Kunsthalle Tübingen in Deutschland. Es war das erste Kunstwerk der Pop Art, das ikonischen Status erlangte.

## Entstehung
‚Just what is it that makes today's homes so different, so appealing?‘ wurde 1956 für den Katalog der Ausstellung This Is Tomorrow in London, England, geschaffen und in Schwarz-Weiß abgedruckt. Darüber hinaus wurde das Werk für die Plakate der Ausstellung verwendet. Hamilton arbeitete gemeinsam mit seinen Freunden John McHale und John Voelcker an der Gestaltung des Raumes, der zum bekanntesten Teil der Ausstellung wurde.
Später schuf Hamilton mehrere Werke, in denen er das Thema und die Komposition der Pop-Art-Collage neu interpretierte. Dazu gehört eine Version von 1992 mit der weiblichen Bodybuilderin Bernie Price, die er mithilfe eines Quantel-Paintbox-Systems anfertigte.

## Elemente der Collage
Laut einem Artikel des Kunsthistorikers John-Paul Stonard aus dem Jahr 2007 besteht die Collage hauptsächlich aus Bildern, die aus amerikanischen Magazinen stammen. Die Hauptvorlage war ein Bild eines modernen Wohnzimmers aus einer Anzeige für Armstrong Floors im ‚Ladies’ Home Journal‘, das den modernen Modetrend bei Fußböden ("modern fashion in floors") beschreibt. Der Titel stammt ebenfalls aus dem Werbetext der Anzeige, in dem es heißt: "Just what is it that makes today's homes so different, so appealing? Open planning of course—and a bold use of color." („Was macht die Wohnungen von heute so anders, so anziehend? Natürlich die offene Gestaltung – und der mutige Einsatz von Farben.“).
Der Bodybuilder ist Irvin „Zabo“ Koszewski, Gewinner von Mr. L.A. im Jahr 1954. Das Foto stammt aus dem Magazin Tomorrow’s Man, Ausgabe September 1954. Die Künstlerin Jo Baer, die in ihrer Jugend für erotische Magazine posierte, behauptet, die Burlesque-Tänzerin auf dem Sofa zu sein. Da das Magazin, aus dem das Bild stammt, bislang nicht identifiziert werden konnte, ließ sich ihre Behauptung nicht überprüfen.
Die Treppe stammt aus einer Anzeige für das neue Modell „Constellation“ von Hoover und wurde aus derselben Ausgabe des ‚Ladies’ Home Journal‘ (Juni 1955) entnommen wie die Anzeige für Armstrong Floors. Das Bild von Jack Kirbys Titelbild von ‚Young Romance‘, einer romantischen Comic-Reihe, stammt aus einer Anzeige für das Magazin, die in der zugehörigen Publikation ‚Young Love‘ (Nr. 15, 1950) abgedruckt wurde.
Der Fernseher stammt aus einer Anzeige von 1955 und ist ein Modell des ehemaligen US-amerikanischen Telekommunikations- und Elektronikunternehmens Stromberg-Carlson.
Hamilton erklärte, dass der Teppich eine vergrößerte Fotografie einer Menschenmenge am Strand von Whitley Bay sei.
Das Bild der Erde am oberen Rand wurde aus einer Ausgabe des LIFE Magazins vom September 1955 ausgeschnitten. Die Originalvorlage für die Collage, die Hamilton aus LIFE entnommen hatte, befindet sich im John McHale Archiv der Yale University. Es war eines der ersten Bilder, das in die Collage integriert wurde.
Der viktorianische Mann im Porträt konnte bisher nicht identifiziert werden.
Die Zeitschrift auf dem Stuhl ist eine Ausgabe des ‚Journal of Commerce‘, das von dem Telegrafie-Pionier Samuel F. B. Morse gegründet wurde. Der Tonbandrecorder ist ein britisches Modell, der Boosey & Hawkes ‚Reporter‘, aber die Quelle des Bildes wurde bislang nicht ermittelt.
Der Blick aus dem Fenster zeigt eine weit verbreitete Fotografie der Außenansicht eines Kinos aus dem Jahr 1927, das die Premiere des frühen Tonfilms ‚The Jazz Singer‘ (Der Jazzsänger) mit Al Jolson zeigt. Die tatsächliche Originalquelle dieses Bildes konnte bisher nicht gefunden werden.

## Urheberschaft
Im Jahr 2006 erklärte John McHale Jr., der Sohn des Künstlers John McHale, dass sein Vater behauptet habe, der Schöpfer des Bildes zu sein. Er habe das ursprüngliche maßstabsgetreue Design sowie das ikonische Material für die Collage geliefert, einschließlich der Magazine, aus denen ein Großteil der Collage zusammengesetzt wurde. McHale Jr. sagte, das Quellenmaterial stamme von ihm und sei von der Yale University, wo sein Vater studierte, an Richard Hamilton geschickt worden. Hamiltons Rolle habe sich lediglich auf das „mechanische“ Ausschneiden und Aufkleben nach McHales Entwurf beschränkt.
Hamilton entgegnete daraufhin, die Behauptung von John McHale Jr., sein Vater habe die Collage ‚Just what is it that makes today’s homes so different, so appealing?‘ aus dem Jahr 1956 erschaffen, indem er Anweisungen aus Yale schickte – wo ihm ein Stipendium für das Studium von Quadraten bei Joseph Albers verliehen worden sei – sei absurd. Die Collage sei in den letzten fünfzig Jahren vielfach reproduziert worden, und seines Wissens sei seine Urheberschaft zu Lebzeiten von John McHale Senior niemals in Frage gestellt worden. ("John McHale Jnr.’s claim that his father created my 1956 collage ‘Just what is it that makes today’s homes so different, so appealing?’ by sending instructions from Yale, where he had been awarded a grant to study squares with Joseph Albers, is absurd. The collage has been widely reproduced over the last fifty years and my authorship was never, to my knowledge, contested by John McHale Snr. when he was alive."). Hamilton erklärte, McHale habe ihm einen groben Entwurf für sechs Seiten des Ausstellungskatalogs von ‚This is Tomorrow‘ geliefert, aber er habe nur zwei davon verwendet. Die anderen Seiten, einschließlich dieser Collage, seien von ihm selbst erstellt worden. Die amerikanischen Magazine, aus denen die Bilder stammten, gehörten zur Sammlung von Magda und Frank Cordell. Die Bilder wurden von Hamiltons Frau, Terry O’Reilly, und Magda Cordell ausgeschnitten.
Magda Cordell sagte dazu: „Natürlich hat Richard die bekannte Poster-Collage für die Gruppe [Just what is it that makes today’s homes so different, so appealing?] zusammengestellt, aber ein Teil des Materials in dieser Collage stammt aus den Unterlagen von John McHale. Sowohl Terry Hamilton als auch ich halfen bei der Bildersammlung. Wir suchten oft Material in dem Studio, das John und ich gemeinsam nutzten. Manchmal, wenn ich dieses Poster betrachte, erinnert es mich an das Wohnzimmer in Cleveland Square, wo sich unser Studio befand – aber vielleicht ist das nur meine Einbildung.“ ("While Richard, of course, put together the well-known poster collage for the group [Just what is it that makes today's homes so different, so appealing?], some of the material in that collage came from John McHale's files, and both Terry Hamilton and I helped gather the images. We often looked for material in the studio John and I shared. Sometimes when I look at that poster, I think it looks a bit like the sitting room in Cleveland Square where our studio was, but this may be only my imagination").

## Referenzen in der Popkultur
Im Jahr 2007 veröffentlichte die serbische und ehemalige jugoslawische New-Wave-Band ‚VIS Idoli‘ ein Box-Set, das ihre gesamte Karriere umfasste. Das Cover des Box-Sets basierte auf diesem Bild.
Für den Film Barbie (2023) gestalteten die Produktionsdesignerin Sarah Greenwood und die Szenenbildnerin Katie Spencer Kens ‚Mojo Dojo Casa House‘ nach dem Vorbild der Collage.